# Baltic Beauty
Le Baltic Beauty est un ancien ketch en acier construit aux Pays-Bas en 1926, remanié en brick-goélette lors de sa restauration dans les années 1980.
C'est désormais un voilier-charter naviguant sous pavillon suédois.

## Histoire
Il a été construit en Hollande en 1926 et lancé sous le nom de Hans II. C'était initialement un ketch de pêche spécialisé pour l'anguille contenant un vivier pour son transport vivant.
Jusqu'en 1936, il a navigué sous pavillon hollandais pour la pêche dans les eaux de l'Europe occidentale à l'Afrique du nord. En 1936, il est vendu à la société d'exportation d'anguille Alexporten à Ahus en Suède. Il est rebaptisé Sven Wilhem, du nom du fils du nouveau propriétaire. Il navigue sur la côte suédoise pour cette même pêche.
En 1977, il est retiré du service. En 1978 il est acheté par le capitaine V. Gottlov, qui a aussi participé au sauvetage du Vasa comme plongeur naval.
En 1980, il est restauré et converti en goélette par son propriétaire, qui le rebaptise Dominique Fredion, du nom de son épouse.
Il obtient le certificat de navigation du Swedish Board of Shipping pour naviguer avec des passagers en 1987 et prend le nom de Baltic Beauty. Il offre 17 cabines pour passagers.
Il participe fréquemment aux grands rassemblements de vieux gréements comme Brest 2004 et Brest 2008.